# 이시야마 아오조라
이시야마 아오조라(일본어: 石山 青空, 2006년 1월 27일~)는 일본의 축구 선수이다.

## 구단 경력
그는 2023년 J1리그의 알비렉스 니가타에 입단했다. 2025년 J3리그의 마쓰모토 야마가 FC로 이적했다.